# Поліція безпеки (Третій Рейх)
Поліція безпеки Третій Рейху, Sicherheitspolizei (англ. Security Police), часто скорочений як SiPo, був терміном, який використовувався в Німеччині для поліції безпеки. У нацистську еру це стосувалося державних політичних і кримінальних органів безпеки. Він був створений об’єднаними силами Гестапо (таємної державної поліції) і Kriminalpolizei (кримінальної поліції; Kripo) між 1936 і 1939 роками. Як офіційне агентство SiPo було включено до Головного управління безпеки Рейху (RSHA) у 1939 році, але цей термін неофіційно використовувався до кінця Другої світової війни в Європі.

## Витоки
Термін виник у серпні 1919 року, коли рейхсвер створив Sicherheitswehr як воєнізовану поліцію для дій під час заворушень або страйків. Через обмеження чисельності армії її було перейменовано на Sicherheitspolizei, щоб уникнути уваги. Вони носили зелену форму, іноді їх називали «зеленою поліцією». Це був військовий орган, який набирав здебільшого фрайкорпус, унтер-офіцери та офіцери старої німецької імперської армії.

## Нацистська епоха

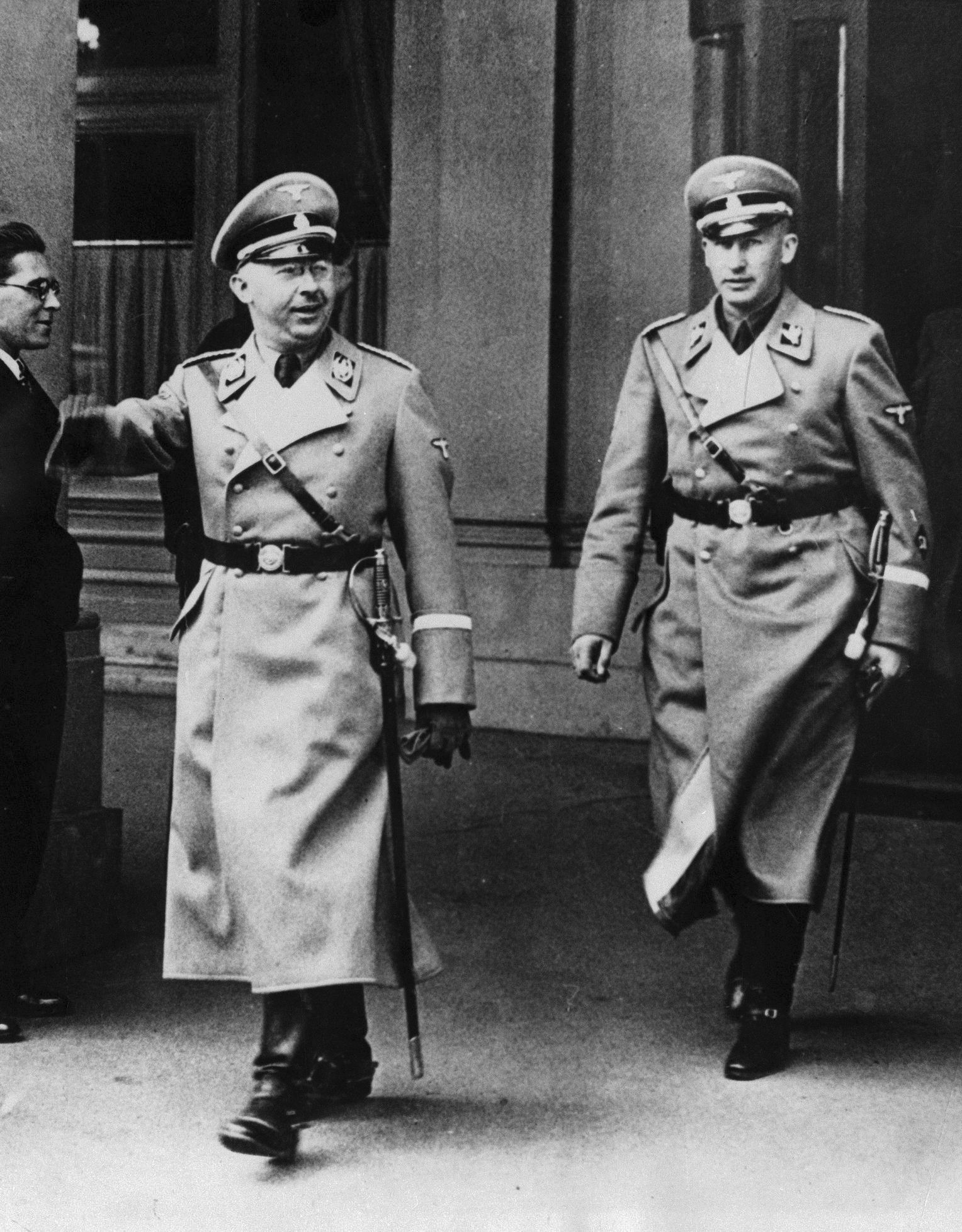
Гіммлер та Гейдріх

Стандарт для начальника СиПо

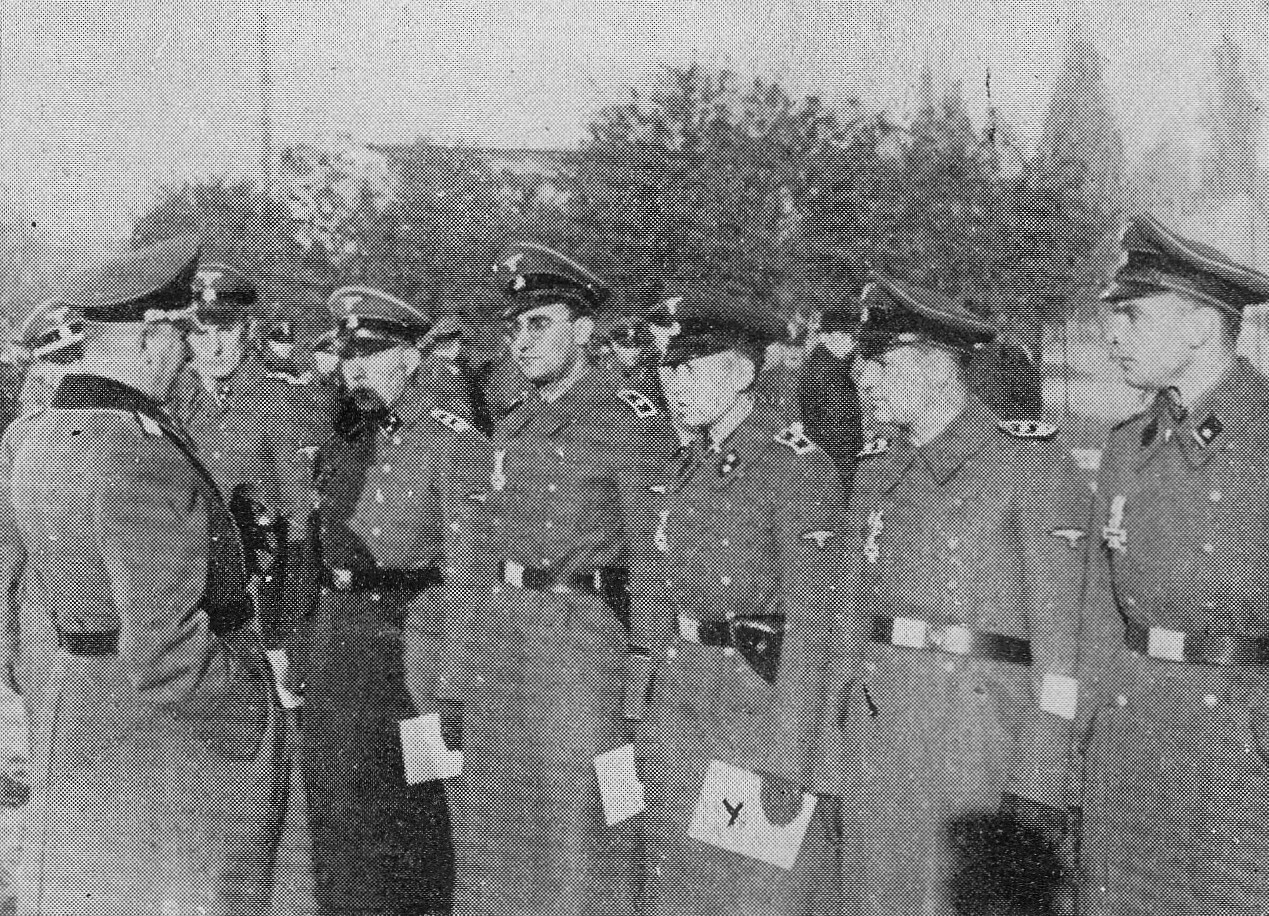
Офіцери SiPo в окупованій Варшаві

Коли нацисти прийшли до національної влади в 1933 році, Німеччина, як федеральна держава, мала безліч місцевих і централізованих поліцейських агенцій, які часто були некоординованими та мали юрисдикції, що збігалися. План Генріха Гіммлера та Рейнхарда Гейдріха полягав у тому, щоб повністю поглинути всю поліцію та апарат безпеки в структуру Schutzstaffel (SS). З цією метою Гіммлер спочатку взяв на себе командування гестапо (саме воно розвинулося з прусської таємної поліції). Тоді 17 червня 1936 року всі поліцейські сили по всій Німеччині були об’єднані після того, як Адольф Гітлер призначив Гіммлера шефом німецької поліції ( Chef der Deutschen Polizei ). Як такий він номінально підпорядковувався міністру внутрішніх справ Вільгельму Фріку, але на практиці Гіммлер відповідав лише Гітлеру.
Гіммлер негайно реорганізував поліцію, державні установи розділили на дві групи: Ordnungspolizei (Поліція порядку; Orpo), що складається як з національної поліції в формі, так і з муніципальної поліції, і Sicherheitspolizei (Поліція безпеки; SiPo), що складається з Кріпо і гестапо. Гейдріх був призначений начальником SiPo і вже очолював партію Sicherheitsdienst (Служба безпеки; SD) і Гестапо. Дві гілки поліції були широко відомі як Orpo та SiPo (Кріпо та Гестапо разом), відповідно.
Ідея полягала в повній ідентифікації та інтеграції партійного агентства (SD) з державним агентством (SiPo). Більшість членів SiPo були заохочені або добровільно стали членами СС, і багато хто мав звання в обох організаціях. Тим не менш, на практиці між СД і Гестапо існували збіги юрисдикцій і оперативний конфлікт. Кріпо зберіг певний рівень незалежності, оскільки його структура була давньою. Гіммлер заснував Hauptamt Sicherheitspolizei, щоб створити централізований головний офіс під загальним керівництвом Гейдріха SiPo.
Einsatzgruppen були сформовані під керівництвом Гейдріха та керовані СС під керівництвом SiPo та SD. Айнзатцгрупи виникли в спеціальній айнзатцкоманді, сформованій Гейдріхом для охорони урядових будівель і документів після аншлюсу в Австрії в березні 1938 р. Спочатку в складі SiPo два підрозділи айнзацгруп дислокувалися в Судетська область у жовтні 1938 р. Коли військові дії виявились непотрібними через Мюнхенську угоду, Einsatzgruppen було доручено конфіскувати державні документи та поліцейські документи. Вони також охороняли урядові будівлі, допитували вищих державних службовців і заарештували близько 10 000 чеських комуністів і німецьких громадян.

## Злиття
У вересні 1939 року, після заснування Головного управління безпеки Рейху (Reichssicherheitshauptamt; RSHA), Sicherheitspolizei як діючий державний орган припинив своє існування, оскільки департамент було об’єднано з RSHA. Крім того, RSHA отримала загальне командування підрозділами Einsatzgruppen з того часу. Члени підрозділів Einsatzgruppen на цьому етапі складалися з СС, СД і поліції. Їх використовували під час вторгнення до Польщі для насильницької деполітизації польського народу та вбивства членів груп, які найбільш чітко ідентифікували польську національну ідентичність: інтелігенції, представників духовенства, вчителів і представників шляхти. Коли підрозділи були переформовані перед вторгненням у Радянський Союз у 1941 році, бійці айнзацгруп були набрані з СД, Гестапо, Кріпо, Орпо та Ваффен-СС. Ці мобільні ескадрони смерті брали активну участь у реалізації остаточного рішення на територіях, захоплених нацистськими військами.

### Організаційна структура
| Amt Politische Polizei (Офіс політичної поліції)                                                                                                |
| --- |
| PP II A – Kommunismus und andere marxistische Gruppen (Комунізм та інші марксистські групи)                                                     |
| PP II B – Kirchen, Sekten, Emigranten, Juden, Logen (Церкви, секти, емігранти, євреї, ложі)                                                     |
| PP II C – Reaktion, Opposition, Österreichische Angelegenheiten (Реакція, опозиція, австрійські справи)                                         |
| PP II D – Schutzhaft, Konzentrationslager (Охорона, концентраційні табори)                                                                      |
| PP II E – Wirtschafts-, agrar- und sozialpolitische Angelegenheiten, Vereinswesen (Економічні, сільськогосподарські та соціальні організації)   |
| PP II G – Funküberwachung (Радіоспостереження)                                                                                                  |
| PP II H – Angelegenheiten der Partei, ihrer Gliederungen und angeschlossenen Verbände (Справи партії, її підрозділів та афілійованих асоціацій) |
| PP II J – Ausländische Politische Polizei (Зовнішня політична поліція)                                                                          |
| ПП II Бер. – Lageberichte (ситуаційні звіти) |
| PP II P – Presse (Зв’язки з пресою) |
| PP II S – Bekämpfung der Homosexualität und Abtreibung (Боротьба з гомосексуалізмом і абортами)                                                 |
| PP III – Abwehrpolizei (Поліцейська розвідка)                                                                                                   |